# Дуглас, Аллен
Аллен Уорд Дуглас (англ. Douglas Ward Allen, род. 15 августа 1960) — канадский экономист и профессор экономики в Университете Саймона Фрейзера. Он известен своими исследованиями трансакционных издержек и прав собственности, а также того, как они влияют на структуру организаций и институтов. Его исследования охватывают четыре широкие области: теория трансакционных издержек, экономическая история, сельскохозяйственные организации и семья.

## Исследования
Аллен опубликовал 85 научных статей, 58 из них в рецензируемых журналах. Наиболее цитируемая научная работа Аллена — «Стоимость трансакций». В ней рассматривается история, использование и значение термина «транзакционные издержки». Он рассматривает два определения, неоклассическое определение и определение прав собственности, демонстрирует их взаимосвязь и различия.
В 2013 году Аллен Дуглас опубликовал работу, посвящённую детям, воспитанным в однополых парах. В исследовании на репрезентативной выборке из Канады был сделан вывод, что дети, живущие в семьях геев и лесбиянок, заканчивали школу реже, чем дети, живущие в разнополых семьях, где родители состоят в браке. У дочерей однополых родителей дела обстояли значительно хуже, чем у сыновей.
Исследование подверглось критике в ряде обзоров литературы. В основном причиной для критики стало то, что Аллен не учитывал длительность проживания детей в однополых парах и семейные структуры, в которых они могли проживать до попадания в однополую пару — дети в однополых парах могли появиться в результате разрыва предыдущего брака или усыновления, что само по себе могло поставить их в невыгодное положение. Кроме того, когда Аллен попробовал учесть продолжительность проживания детей с их гомосексуальными родителями, а также наличие законного брака у родителей, оказалось, что разница между детьми гомосексуалов и гетеросексуалов статистически незначима. В своём блоге социолог Филип Кохен также обратил внимание на то, что Аллен взял в выборку лишь детей, которые живут дома с родителями до 22-х лет, отсеяв тех, кто ведет самостоятельный образ жизни (снимает свое жилье, переехал к жене/мужу и т. д.). Причины такого решения не ясны. Если дети гомосексуалов чаще покидают родительский дом после окончания средней школы, то это приведёт к тому, что больше детей гомосексуалов, окончивших среднюю школу, будут отсеиваться из выборки, и в итоге процент детей гомосексуалов, закончивших школу, в выборке станет меньше.
В научных публикациях сообщается о консенсусе по поводу отсутствия значимых негативных различий между детьми, усыновлёнными разнополыми и однополыми парами. Более совершенные исследования исследования детей в Нидерландах показали, что дети, воспитанные в однополых парах, демонстрируют лучшие образовательные результаты, чем дети, воспитанные в гетеросексуальных семьях. Эти позитивные различия сохраняются после контроля за социоэкономическими факторами, социодемографическими факторами и историей семьи. Вероятно, дети в однополых парах столкнулись с значительными преимуществами из-за того, что они были запланированы, а также из-за того, что однополые пары преодолели значительные барьеры на пути к родительству.

## Взгляды
Аллен использовал своё исследование как аргумент для запрета усыновления однополыми родителями в штате Мичиган. Он также заявил, что нераскаявшиеся гомосексуалы попадут в ад. Он также являлся членом круга экспертов Ruth institute, борющегося против брачного равноправия, а на лекциях, проводимых этой организацией, он цитировал дискредитированное исследование Марка Регнеруса и утверждал, что в однополых семьях дети чаще подвергаются сексуальному насилию.